# Ember a felvevőgéppel
Az Ember a felvevőgéppel (oroszul Человек с киноаппаратом / Cselovek sz kinoapparatom) 1929-ben készült szovjet némafilm-dokumentumfilm. Rendezője Dziga Vertov.
„A néző figyelmébe: ez a film a látható jelenségek közvetítése. Feliratok nélkül, forgatókönyv nélkül, színészek nélkül, díszletek nélkül készült. Ez a kísérleti munka az abszolút nemzetközi filmnyelv létrehozása felé halad teljesen szakítva a színház és az irodalom nyelvével.” – részlet a főcímfeliratból.

## A filmnyelv megújítója
Dziga Vertov minden filmiskolában tanított, avantgárd dokumentumfilmjében Kijev, Moszkva és Odessza egy napját ábrázolja a hajnali ébredéstől késő éjig. A film hőse azonban maga a felvevőgép. Az ifjú filmművészet minden akkoriban új eszközével tobzódik a rendező. A néző ott ül az operatőr mellett, vagy vágtat, repül, autójával suhan át a városon, felkapaszkodik vele a kéményekre, és lóg a robogó vonat lépcsőjén.
A filmben a mindenféle hétköznapi szereplő mellett ugyanis láthatóan ott van az örök filmes, a rendező-operatőr-laboráns-vágó, sőt, az akkor még nem is létező hangosfilmet is érzékelteti Vertov. A nézők átélhetik magának a filmnek a születését. A filmet a rendező mozgóképi szimfóniaként komponálta, a szovjet avantgárd film montázselméletének és -gyakorlatának (amelynek egyik kidolgozója volt) összes eredményét kiaknázva.
Ez egy keretes, többszörösen önreflektív alkotás, melyben elemi erővel jelenik meg a filmkészítés öröme, a modernitásba, a tudományba és a jövőbe vetett hit. Enciklopédikus igényű leltár, mely egy napba sűríti a város lefilmezhető aspektusait. A főcímben definiálják az alkotók, hogy a film távol áll a színháztól, az irodalomtól, és még felirat sincs benne. Mivel nincs hagyományos történet, ezért a struktúrát a ritmus hordozza, aminek a nyelvi megjelenése a vágás és a rendkívül dinamikus kameramozgások. Itt nincsenek dramatikus csúcspontok, konfliktusok, csak a sorozatok változatos ismétlődése.
A mai néző számára is lenyűgöző a film tiszta filmszerűsége. Vertovnak a „filmszemről” (киноглаз) szóló elmélete szinte fogalmilag érhető tetten ebben a némafilmben.

## A film zenéje
- 1929-ben az eredetileg hang nélküli művet élő zenével kísérték. Később születtek rögzített kísérőzenék.
- 1999-ben a The Cinematic Orchestra egy portói fesztiválon játszott hozzá muzsikát.

## Lásd még
- Mannheimi tizenkettő